# 高槻市立五領小学校
高槻市立五領小学校（たかつきしりつ ごりょうしょうがっこう）は、大阪府高槻市五領町にある公立小学校。
高槻市の南東部に位置する。児童の卒業後の進学先となる高槻市立五領中学校、および同じ五領中学校校区にある高槻市立上牧小学校の3校で、小中学校の9年間を見据えた小中連携教育「いきいきスクール」の取り組みをおこなっている。五領中学校の教員が五領小学校でも授業をおこなったり、生活指導や教科指導で3校が連携・交流するなどの取り組みをおこなっている。

## 沿革
- 1873年3月 - 梶原村一乗寺島上郡第一学区一番小学校として創立
- 同年5月 - 第九大区一小区第一小学校区第一番小学校に改称
- 1879年2月 - 梶原小学校に改称
- 1883年3月 - 初等科小学校に改称
- 1908年3月 - 五領尋常小学校に改称
- 1935年4月 - 芥川尋常高等小学校に改称
- 1941年4月 - 五領国民学校に改称
- 1947年4月 - 三島郡五領村立五領小学校に改称
- 1950年11月 - 高槻市立五領小学校と改称
- 1957年6月 - プール完成
- 1972年4月 - 高槻市立上牧小学校を分離
- 1983年3月 - プール移転

## 通学区域
- 高槻市 萩之庄1～5丁目、梶原1～6丁目、上牧山手町、上牧北駅前町、上牧南駅前町、五領町、神内1・2丁目、井尻1・2丁目、道鵜町1～6丁目、野田東1・2丁目、東天川4・5丁目、前島1～5丁目

卒業後は基本的に高槻市立五領中学校へ進学する。

## 交通
- 東海道本線（JR京都線）高槻駅・阪急京都線高槻市駅から高槻市営バス乗車、梶原南バス停下車。（12番系統）

## 通学区域が隣接している学校
- 高槻市立上牧小学校
- 島本町立第四小学校
- 島本町立第三小学校
- 高槻市立磐手小学校
- 高槻市立北大冠小学校
- 高槻市立大冠小学校
- 高槻市立冠小学校
- 枚方市立磯島小学校
- 枚方市立西牧野小学校
- 枚方市立牧野小学校